# Nindža želve
Nindža želve (originalno angleško Teenage Mutant Ninja Turtles) so junaki iz serije stripov, risank, filmov in videoiger, poimenovani po renesančnih umetnikih. Leonardo, Raphael, Donatello in Michelangelo so mutirane želve, ki živijo v kanalizaciji New Yorka. Njihov učitelj, mojster Splinter, ki jih je našel, jih je izučil za bojevnike. V zgodbah jim v boju proti zlobnežem pomagajo tudi Casey Jones, Zog, April O'neil, Androws, Tj, Ashely, Casedy, Carlos in Traxsimus, obožujejo pico.